# يكاترينا إليينا
يكاترينا إليينا (بالروسية: Ильина, Екатерина Фёдоровна) مواليد 7 مارس 1991 في تولياتي، هي لاعبة كرة يد روسية تلعب كوسط مدافع. مثلت منتخب روسيا لكرة اليد للسيدات. شاركت في دورة الألعاب الأولمبية الصيفية سنة 2016.

## سجل المنافسة
شاركت في البطولات التالية:
- الألعاب الأولمبية الصيفية 2016
- بطولة العالم لكرة اليد للسيدات 2015
- بطولة أوروبا لكرة اليد للسيدات 2012
- بطولة أوروبا لكرة اليد للسيدات 2014

## الميداليات
| الميدالية | المسابقة                       |
| --------- | ------------------------------ |
| ذهبية     | الألعاب الأولمبية الصيفية 2016 |

## روابط خارجية
- يكاترينا إليينا على موقع الاتحاد الأوروبي لكرة اليد (الإنجليزية)
- يكاترينا إليينا على موقع أوليمبيديا (الإنجليزية)